# Regionalverkehr Allgäu
Die Regionalverkehr Allgäu GmbH ist eine Omnibusgesellschaft mit Sitz in Oberstdorf. Sie ist ein 70-prozentiges Tochterunternehmen der Regionalverkehr Oberbayern GmbH. Die restlichen 30 Prozent hält seit dem 10. Februar 1998 die Walser Raiffeisen Holding eGen. Vorher war die Regionalverkehr Oberbayern GmbH die alleinige Inhaberin.

## Geschichte
Am 27. Februar 1985 gründete die Regionalverkehr Oberbayern GmbH ihre Tochtergesellschaft Regionalverkehr Allgäu GmbH, damit sie den Linienverkehr in Schwaben und im Allgäu verbessern konnte.
Am 1. Juni 1985 übernahm die Regionalverkehr Allgäu GmbH die restlichen Busse des Postreisedienstes im Ober- und Ostallgäu. Mit dieser Übernahme endete der Betrieb des Postreisedienstes in Deutschland, nachdem bereits republikweit alle anderen Linien auf die DB übergegangen waren.

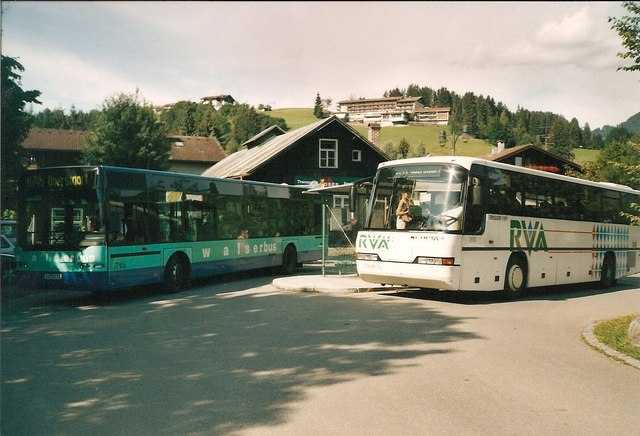
Busbahnhof in Fischen mit Bus im RVA-Design und im walserbus-Design

## Struktur
- Zentrale in Ingolstadt
- Niederlassung, Sitz Oberstdorf
  - Betrieb Oberstdorf
  - Betrieb Füssen

## Deutschlands erste Elektrobuslinie im Ortsverkehr Oberstdorf
Im Jahr 1992 ging im Rahmen des Projektes „Autofreies Oberstdorf“ die erste dauerhaft betriebene Batteriebus-Linie in Deutschland in Betrieb. Für fünf Jahre wurden im Rahmen eines Forschungsprojekts Omnibusse des Typs Metroliner im Carbondesign des Unternehmens Neoplan zwischen den Auffangparkplätzen und dem Ortskern eingesetzt. Es kamen Nickel-Cadmium-Batterien in den Fahrzeugen zum Einsatz. Nach Abschluss der Testphase 1997 wurden die Batteriebusse gegen Hybridbusse getauscht. Seit 2021 werden  wieder zwei Elektrobusse im Ortsverkehr Oberstdorf eingesetzt.

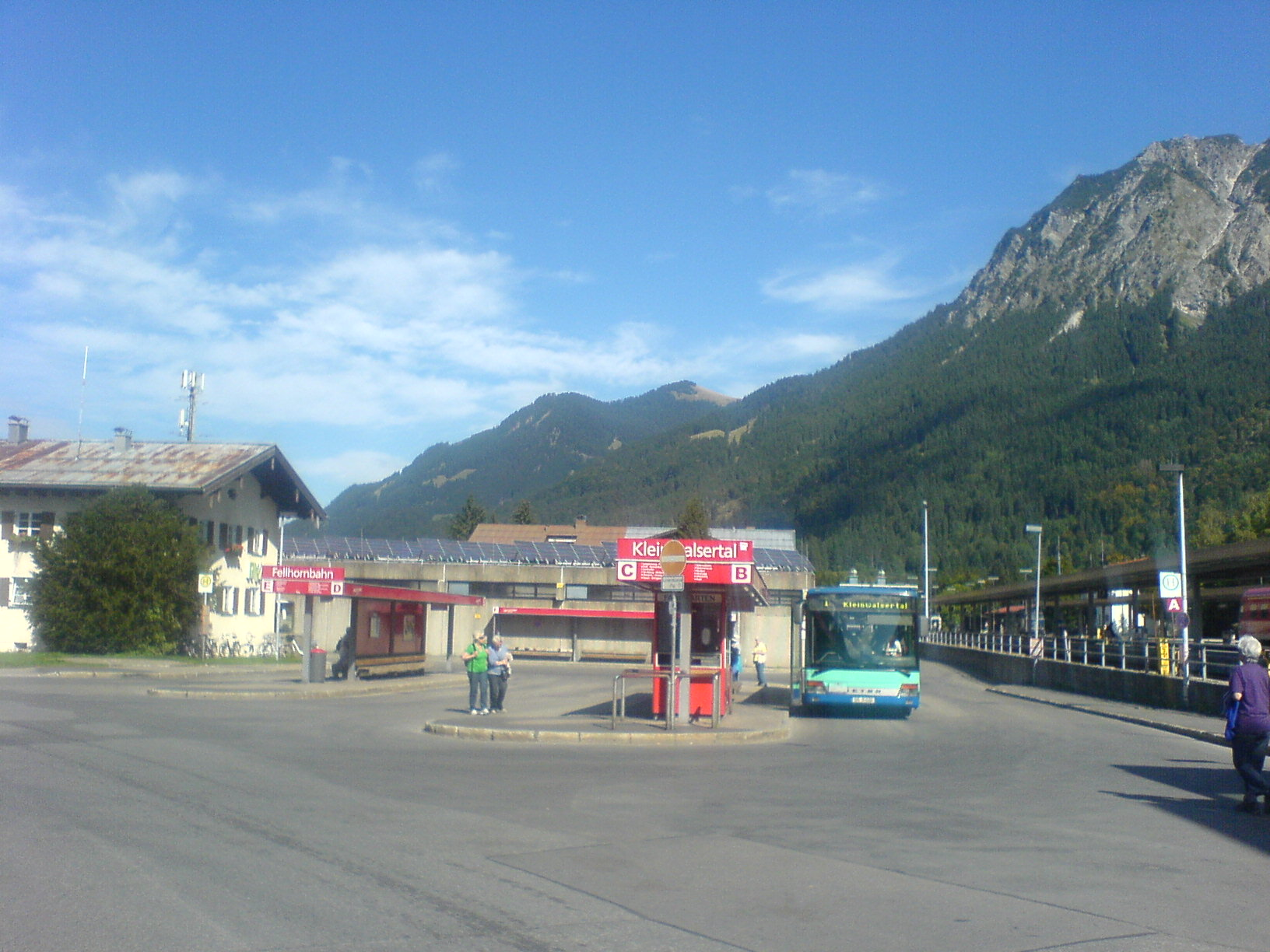
Busbahnhof in Oberstdorf mit walserbus

## „allgäumobil“
Die RVA bietet für Inhaber der Gästekarte sowie der KönigsCard die Nutzung des ÖPNV kostenlos an.

## Linienverzeichnis

### Stadt-/Ortsverkehr
- Stadtbus Füssen
- Stadtbus Oberstdorf (im Auftrag der Gemeindewerke Oberstdorf)

### Linienverkehr nach bzw. in Österreich (Vorarlberg)
- Kleinwalsertal (walserbus)
  - 9742/1 Oberstdorf – Baad
  - 9761/5  Unterwestegg – Riezlern – Ifen
  - 9772/2  Egg – Riezlern – Innerschwande – Schwende
  - 9773/3  Wäldele – Breitachbrücke – Hirschegg

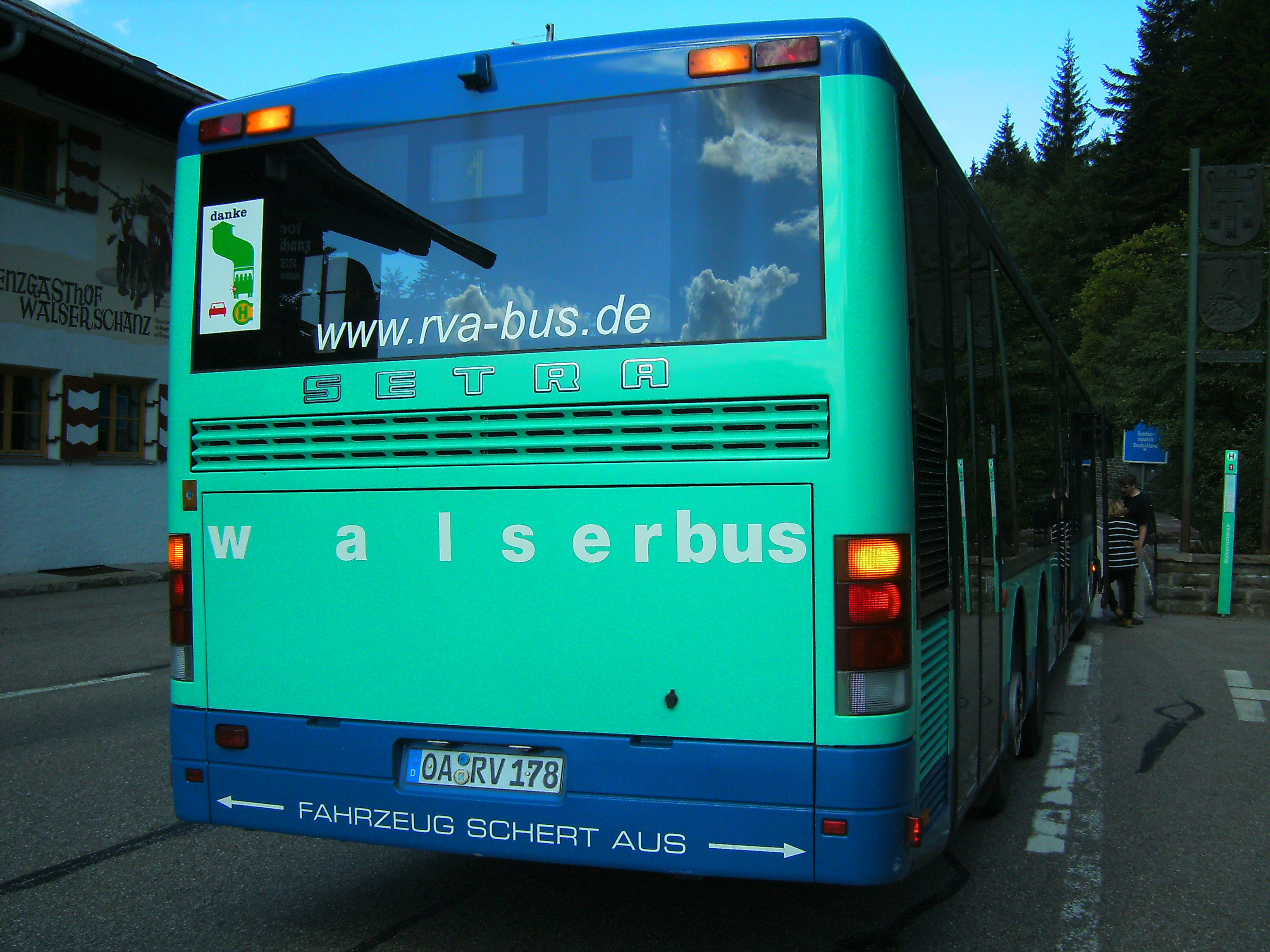
RVA-Bus im walserbus-Design im Jahr 2008

  - 9774/4 Mittelberg – Höfle

### Liniennetz im südlichen Allgäu

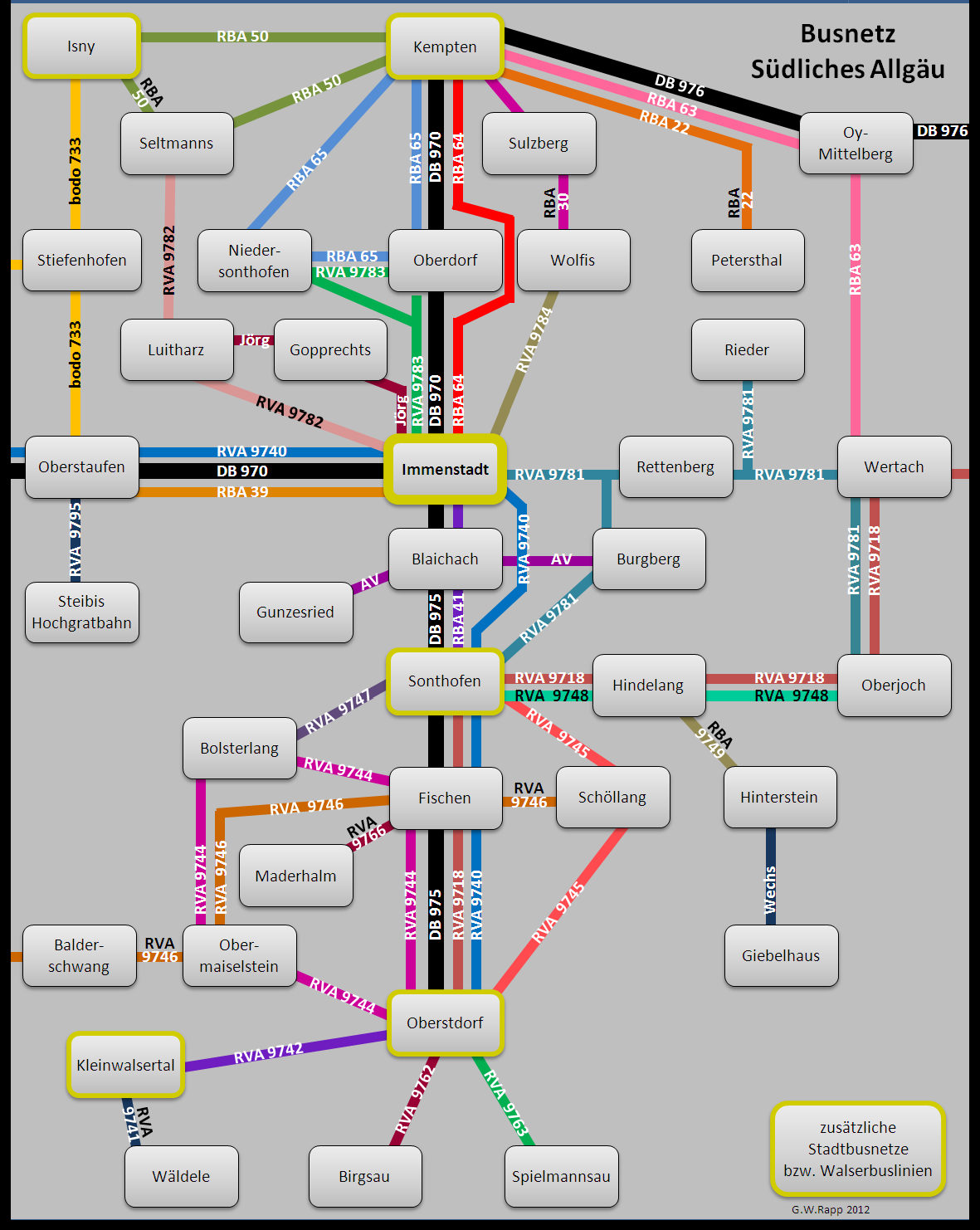
Liniennetz südliches Allgäu

- - 78 Füssen – Hohenschwangau Königsschlösser
  - 73 Füssen – Wieskirche